# Colaspibasa
Colaspibasa là một chi bọ cánh cứng trong họ Chrysomelidae.
Chi này được Medvedev miêu tả khoa học năm 1995.

## Các loài
Chi này gồm các loài:
- Colaspibasa thoracica Medvedev, 1995